# Općina Rosoman
Općina Rosoman (makedonski: Општина Росоман) je jedna od 80 općina Sjeverne Makedonije koja se prostire na sredini Sjeverne Makedonije. 
Upravno sjedište ove općine je naselje  Rosoman.

## Zemljopisne osobine
Općina Rosoman nalazi se zapadno od rijeke Vardar u kraju koji je poznat kao Tikveš.
Općina Rosoman graniči s općinom Gradsko na sjeveru, s općinom Negotino na jugu, s općinom Kavadarci na jugu, te s općinom Čaška na jugu.
Ukupna površina Općine Rosoman  je 132.9 km².

## Stanovništvo
Općina Rosoman  ima 4 141 stanovnika. Po popisu stanovnika iz 2002. nacionalni sastav stanovnika u općini bio je sljedeći; .

## Naselja u Općini Rosoman
Ukupni broj naselja u općini je 10, i sva imaju status seoskog naselja.

## Pogledajte i ovo
- Sjeverna Makedonija
- Općine Sjeverne Makedonije

## Vanjske poveznice
- Općina Rosoman na stranicama Discover Macedonia